# Öræfajökull
Öræfajökull ( PRONÚNCIA) é um vulcão localizado no sudeste da Islândia. Está a sudeste do vulcão Hvannadalshnúkur, o ponto mais elevado do país. É o maior islandês vulcão ativo.  Geograficamnte Öræfajökull é considerado parte de Vatnajökull, fazendo parte do Parque Nacional Skaftafell.